# Municipio de Santa María Ecatepec
El municipio de Santa María Ecatepec es uno de los 570 municipios que conforman el estado mexicano de Oaxaca. Localizado al sur de la entidad, su cabecera lleva el mismo nombre.

## Geografía
Santa María Ecatepec se encuentra localizada en el sur del territorio oaxaqueño, específicamente forma parte de la región Sierra Sur y del distrito de Yautepec. Tiene una extensión territorial de 542.107 kilómetros cuadrados.
Limita al norte, al oeste y al suroeste con el extenso municipio de San Carlos Yautepec, al noroeste con el municipio de San Bartolo Yautepec y al oeste con el municipio de Santa María Quiegolani; al sureste su territorio confina con el municipio de San Pedro Huamelula, al este con el municipio de Asunción Tlacolulita y al noreste con el municipio de Magdalena Tequisistlán.

## Demografía
El municipio de Santa María Ecatepec, de acuerdo con los resultados del Censo de Población y Vivienda llevado a cabo en 2010 por el Instituto Nacional de Estadística y Geografía, tiene una población total de 3 461 personas, de las que 1 703 son hombres y 1 758 son mujeres.
La densidad de población asciende a un total de 6.38 personas por kilómetro cuadrado.

### Localidades
El municipio incluye en su territorio un total de _ localidades. Las principales, considerando su población del censo de 2010, son:
| Localidad                    | Población (2010) |
| ---------------------------- | ---------------- |
| Santa María Zapotitlán       | 1 104            |
| Santa María Ecatepec         | 524              |
| San Lorenzo Jilotepequillo   | 508              |
| La Reforma                   | 392              |
| Santo Domingo Chontecomatlán | 388              |
| Total Municipio              | 3 461            |

## Política
El gobierno de Santa María Ecatepec se rige por principio de usos y costumbres que se encuentra vigente en un total de 424 municipios del estado de Oaxaca y en las cuales la elección de autoridades se realiza mediante las tradiciones locales y sin la intervención de los partidos políticos. 
El ayuntamiento de Santa María Ecatepec está integrado por el presidente municipal, un síndico y un cabildo integrado por tres regidores.

### Representación legislativa
Para la elección de diputados locales al Congreso de Oaxaca y de diputados federales a la Cámara de Diputados federal, el municipio de Santa María Ecatepec se encuentra integrado en los siguientes distritos electorales:
Local:
- Distrito electoral local de 18 de Oaxaca, con cabecera en Santo Domingo Tehuantepec.[4]

Federal:
- Distrito electoral federal 5 de Oaxaca, con cabecera en Salina Cruz.[5]